# Австро-германский договор
Австро-германский договор 1879 года, известный также как Двойственный союз — договор о союзе между Австро-Венгрией и Германией; подписан в Вене 7 октября 1879 года.
Заключённый сроком на 5 лет, впоследствии неоднократно возобновлялся. Статья 1 устанавливала, что если одна из договаривающихся сторон подвергнется нападению со стороны России, то оба участника обязаны выступить на помощь друг другу. Статья 2 предусматривала, что в случае нападения на одну из договаривающихся сторон какой-нибудь другой державы вторая сторона обязуется соблюдать по меньшей мере благожелательный нейтралитет. Если же нападающая сторона получит поддержку России, то вступает в силу статья 1.
Договор, направленный в первую очередь против России и Франции, явился одним из соглашений, приведших к созданию военного блока во главе с Германией (Тройственный союз) и к разделению европейских стран на два враждебных лагеря, которые впоследствии выступили друг против друга в Первой мировой войне.

## Текст договора
Принимая во внимание, что великий германский император и император Австрии должны считать своим непререкаемым монаршим долгом иметь при всяких обстоятельствах попечение о безопасности своих империй и спокойствии своих народов; принимая во внимание, что оба монарха, подобно тому как это имело место в отношении прежде существовавшей союзной связи, будут в состоянии путём твердых совместных действий обеих империй легче и успешней выполнить этот долг, принимая, наконец, во внимание, что искренняя связь между Германией и Австро-Венгрией не может никому угрожать, но способна, напротив, укрепить европейский мир, созданный, постановлениями берлинского конгресса, — их величества решили заключить союз мира и взаимной защиты, торжественно в то же время обещая друг другу, что они никогда и ни в каком направлении не пожелают придать агрессивной тенденции своему чисто оборонительному соглашению.

Статья 1. В случае если бы одна из обеих империй, вопреки ожиданию и искреннему желанию обеих высоких договаривающихся сторон, подверглась нападению со стороны России, то обе высокие договаривающиеся стороны обязаны выступить на помощь друг другу со всею совокупностью военных сил своих империй и соответственно с этим не заключать мира иначе, как только сообща и по обоюдному согласию.

Статья 2. Если бы одна из высоких договаривающихся сторон подверглась нападению со стороны какой-либо другой державы, то другая высокая договаривающееся сторона настоящим здесь обязуется не только не оказывать помощи нападающему против своего высокого союзника, но соблюдать по меньшей мере благожелательный нейтралитет по отношению к своему высокому договаривающемуся соучастнику. Но если бы, однако, в таком случае нападающая держава получила поддержку со стороны России, будь то в форме активного содействия или будь то путём военных мероприятий, то обусловленное в Статье 1 обязательство полной военной взаимопомощи вступит немедленно в силу и тогда ведение войны высокими договаривающимися сторонами будет также совместным вплоть до совместного заключения мира.

Статья 3, Срок этого договора определяется пока пятилетний, считая со дня ратификации. За год до истечения этого срока обе высокие договаривавшиеся стороны вступят в переговоры о том, продолжают ли ещё в действительности существовать обстоятельства, лёгшие в основу этого договора, и условятся насчёт дальнейшего срока и возможных изменений отдельных деталей. Если в течение первого месяца последнего договорного года ни с чьей стороны не последует приглашения к открытию таких переговоров, то договор этот будет считаться возобновлённым на срок следующих трёх лет.

Статья 4. Договор этот в соответствии с его мирным направлением и с целью устранения всякого ложного истолкования будет сохраняться в тайне обеими высокими договаривающимися сторонами и может быть сообщён какой-либо третьей державе только с согласия обеих сторон и по особому о том соглашению между ними.

Считаясь с высказанными императором Александром на свидании в Александрове чувствами, высокие участники этого договора питают надежду на то, что для них военные приготовления России не будут в действительности угрожающими, и поэтому они не видят сейчас никакого повода для какого-либо сообщения. Но если бы эта надежда вопреки ожиданию оказалась ошибочной, то высокие участники этого договора сочтут долгом лояльности осведомить императора Александра, по крайней мере конфиденциально, о том, что они вынуждены будут рассматривать всякое нападение на одного из них как направленное против них обоих.

Статья 5. Договор этот вступит в силу по одобрении его обоими высшими суверенами; он должен быть после этого ратифицирован в течение четырнадцати дней. 

Андраши Рейс

(Ключников Ю. В., Сабанин А. В. Международная политика новейшего времени в договорах, нотах и декларациях. Ч.1. М., 1925. С. 232—233.)